# Оструда
Оструда (пол. Ostróda, нем. Osterode in Ostpreußen) — город в Польше, входит в Варминьско-Мазурское воеводство, Острудский повят. Имеет статус городской гмины. Занимает площадь 14,15 км². Население — 33 243 человек (на 2018 год).

## История
В 1393 году крестоносцы возвели каменный замок на месте деревянной крепости конца XIII века. Здесь находилась штаб-квартира тевтонской комтурии. С 21 февраля по 1 апреля 1807 года в острудском замке квартировал Наполеон Бонапарт. Именно здесь великий французский император решил отдохнуть после битвы под Пройсиш-Эйлау. Это историческое событие отразилось во многих картинах известных художников и в других произведениях искусства. Примером может быть экспонированная в Острудском музее репродукция картины «Наполеон гарантирует жителям Оструды помилование. Март 1807 года». Картина написана французским художником Мари Никола Понс-Камю. Подлинник сейчас находится в исторической галерее дворца в Версале. В острудском музее также можно увидеть серебряную медаль «Napoleon a Ostrode» знаменитого французского гравировщика Бертрана Андрьё. Оструда, благодаря красочному расположению на берегу Дрвенцкого озера является значимым туристическим центром. Среди многих достопримечательностей этих мест особое место занимает судоходная разветвлённая система Эльблонгского Канала — уникальный в мировом масштабе водный путь с двумя шлюзами и пятью необыкновенными спателями.

## Памятники
В реестр охраняемых памятников Варминьско-Мазурского воеводства занесены:
- Городская застройка
- Костёл св. Доминика Савио 1330—1351 гг.
- Лютеранско-аугсбургская церковь 1903—1909 гг.
- Церковная ограда
- Баптистская часовня начала XIX в.
- Кладбище XVIII в.
- ворота кладбища 1834 г.
- Бывшее лютеранское кладбище 2 половины XIX в.
- Военное кладбище I Мировой войны
- Фольварковый парк «Заозерье» XIX/XX в.
- Замок середины XIV в.
- остатки городских стен XIV в.
- Таможня начала XX в.
- Дом начала XX в. по ул. Армии Крайовой, 3
- Дома начала XX в. по ул. Чарнецкого, 18, 26, 25, 31, 33
- Артиллерийские казармы 1912—1913 гг.
- Дома 1900, 1907 г. по ул. Дрвенцской, 1, 4
- Здания казарм 2 половина XIX в.
- Дома конца XIX в. по ул. Гизевиуша, 2, 15
- Дом конца XIX в. по ул. Грюнвальдской, 24
- Дома начала XX в. по ул. Иоанна Павла II, 4, 6, 8, 10, 18, 22, 24, 41
- Дом начала XX в. по ул. Железнодорожной, 6
- Дома по ул.11 Ноября, 6, 9, 35, 39, 41
- Административное здание 1896 г. по ул.11 Ноября, 26
- Павильон начала XX в. на бывшем городском спортивном плацу
- Дома конца XIX в. — начала XX в. по ул. Мицкевича, 2, 7, 9, 11, 24, 28, 34а
- Дом начала XX в. по ул. Ольштынской, 31
- Дома начала XX в. по ул. Пененжного, 7, 9, 11, 13, 15, 19, 21
- Дома начала XX в. по ул. Сенкевича, 2, 16, 18
- Плебания начала XX в. по ул. Сенкевича, 22
- Дом начала XX в. по ул. Словацкого, 9
- Здания казарм 1905—07 гг., 1905—09 гг. по ул. Собесского, 5, 9
- Дома начала XX в. по ул. Амбарной, 1, 5а
- Дома начала XX в. по ул. Стапинского, 2, 4, 9, 11
- Дома начала XX в. по ул. Вышинского, 8/10, 12/16, 18/20, 22/24, 26
- Коммунальная водонапорная башня 1900 г.
- Железнодорожная водонапорная башня 1911 г.
- Канал Оструда-Эльблонг

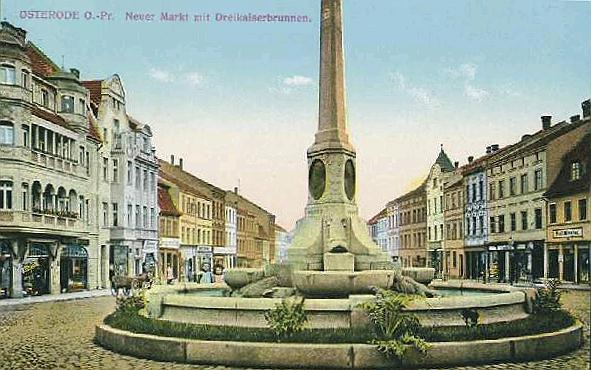
Остероде в 1890 году
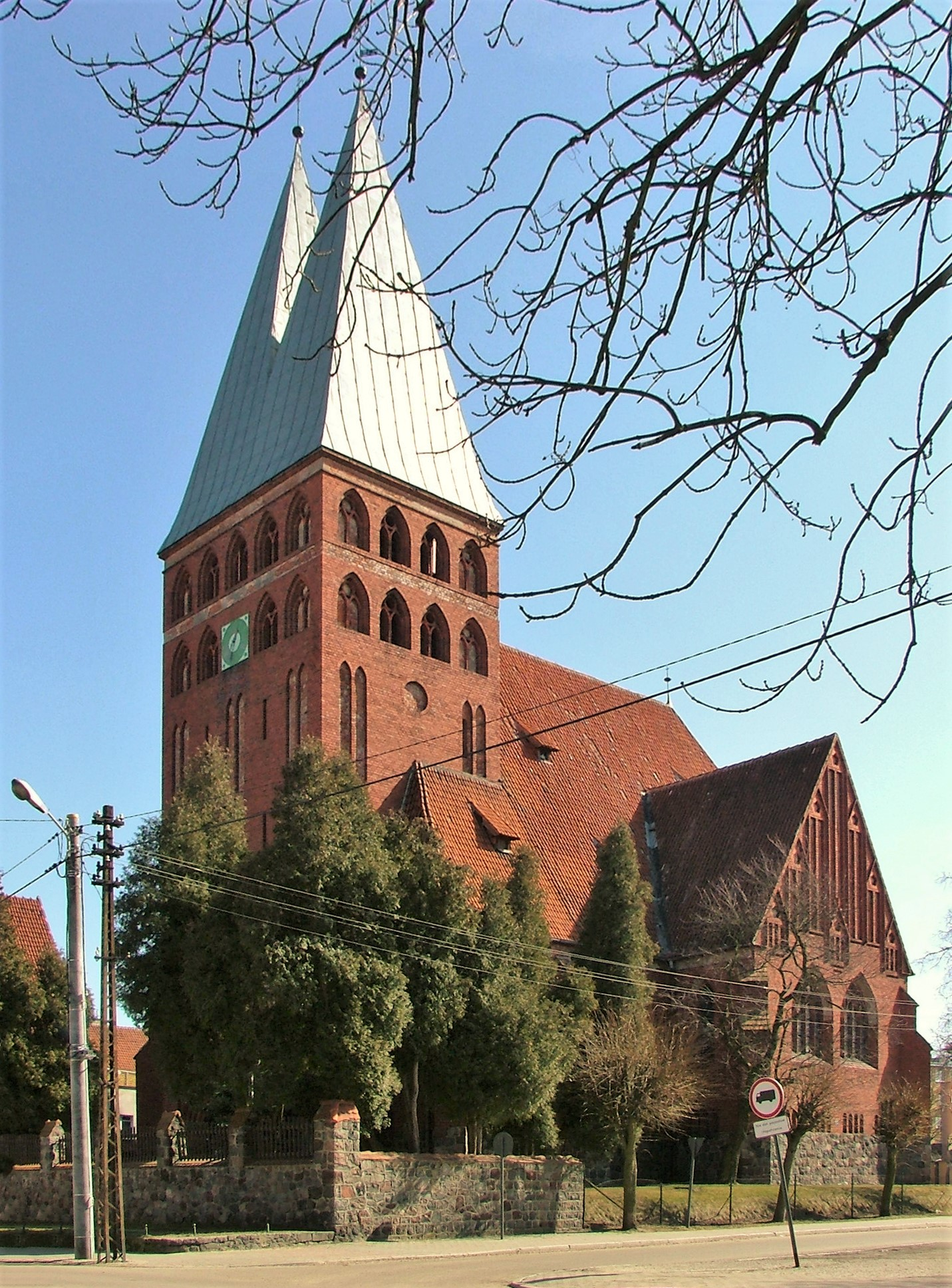
Евангелическая кирха
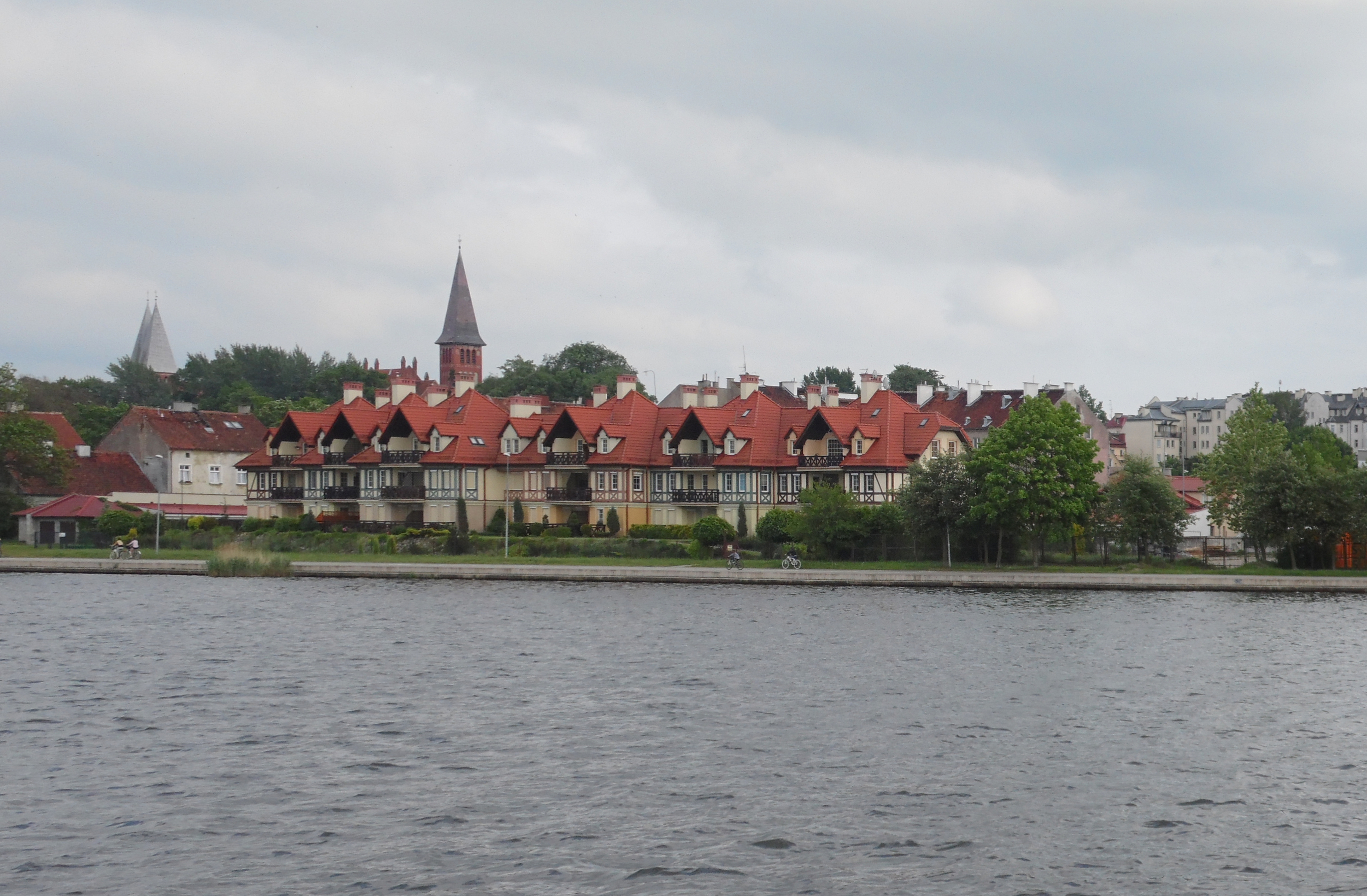
Дома на озере Древензее
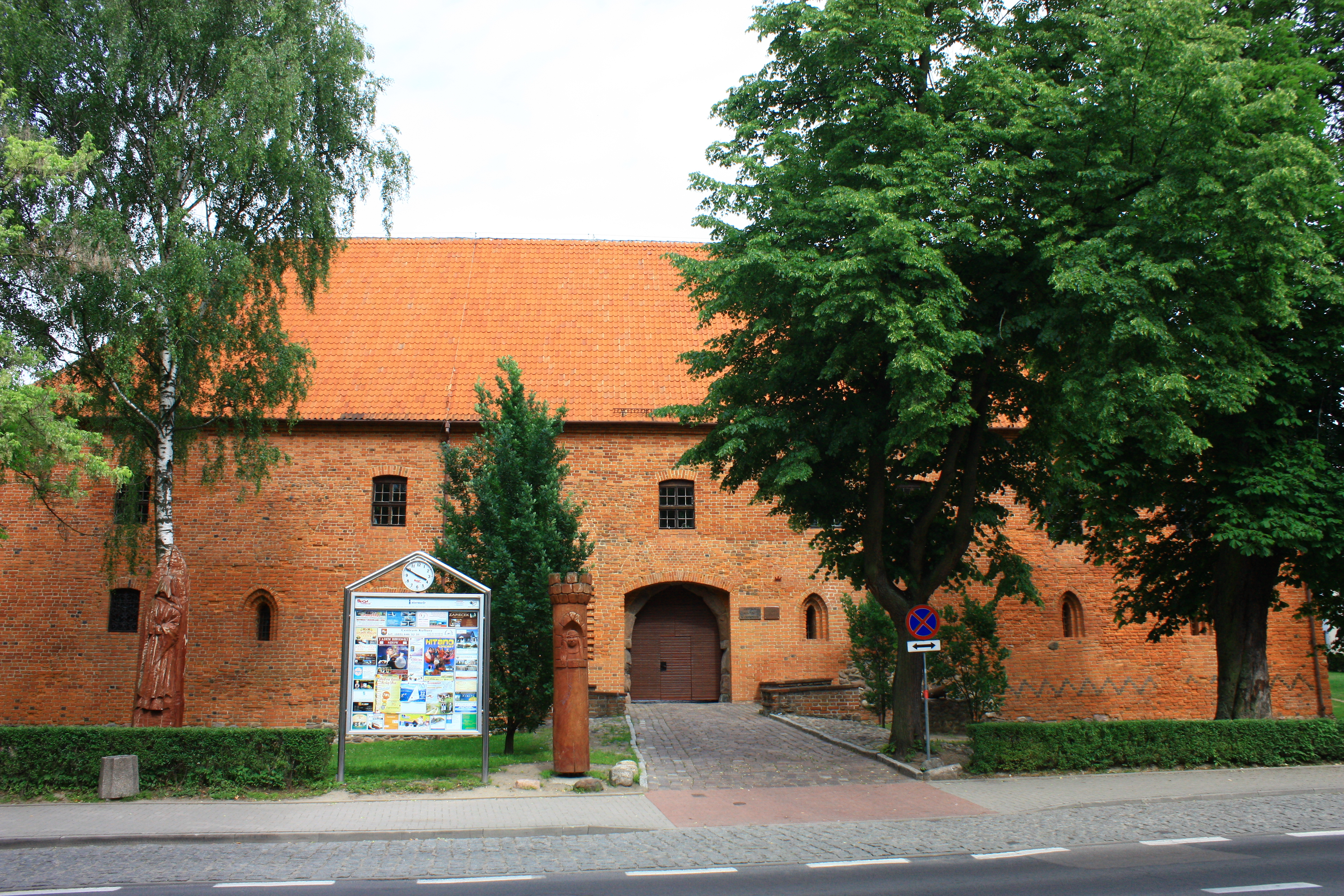
Замок
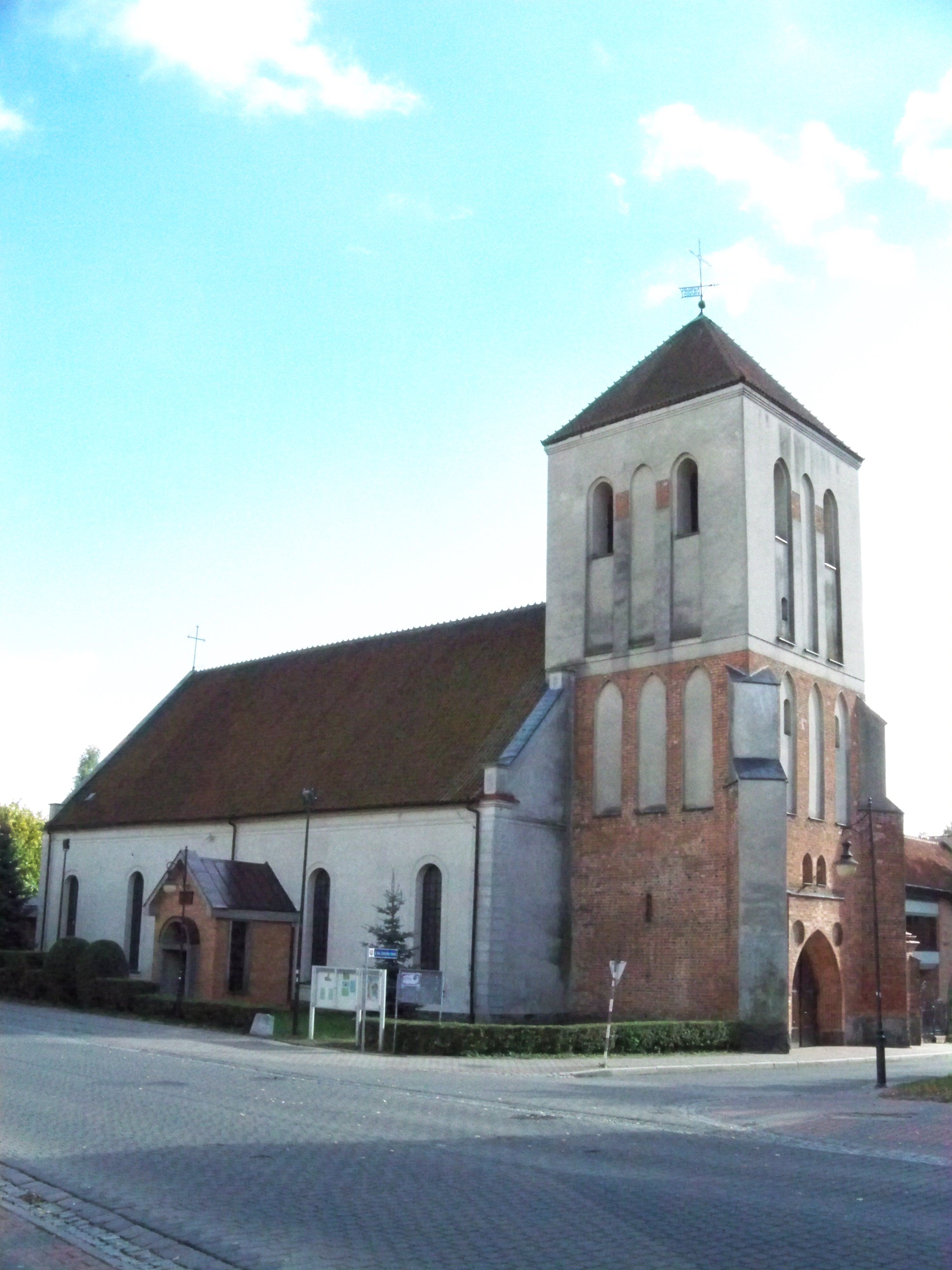
Костёл св.Доминика Савио
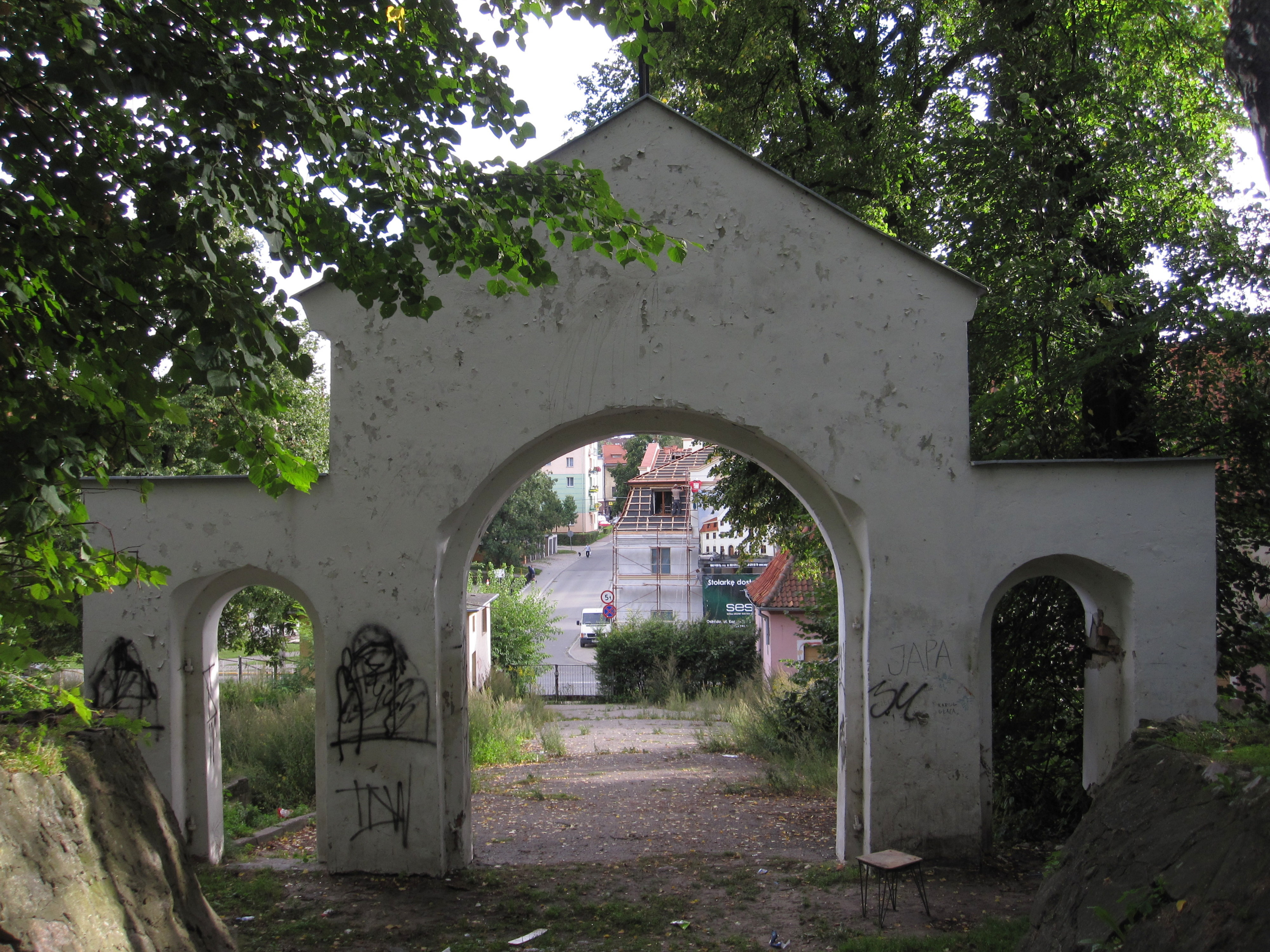
Ворота кладбища "Польска Гура"
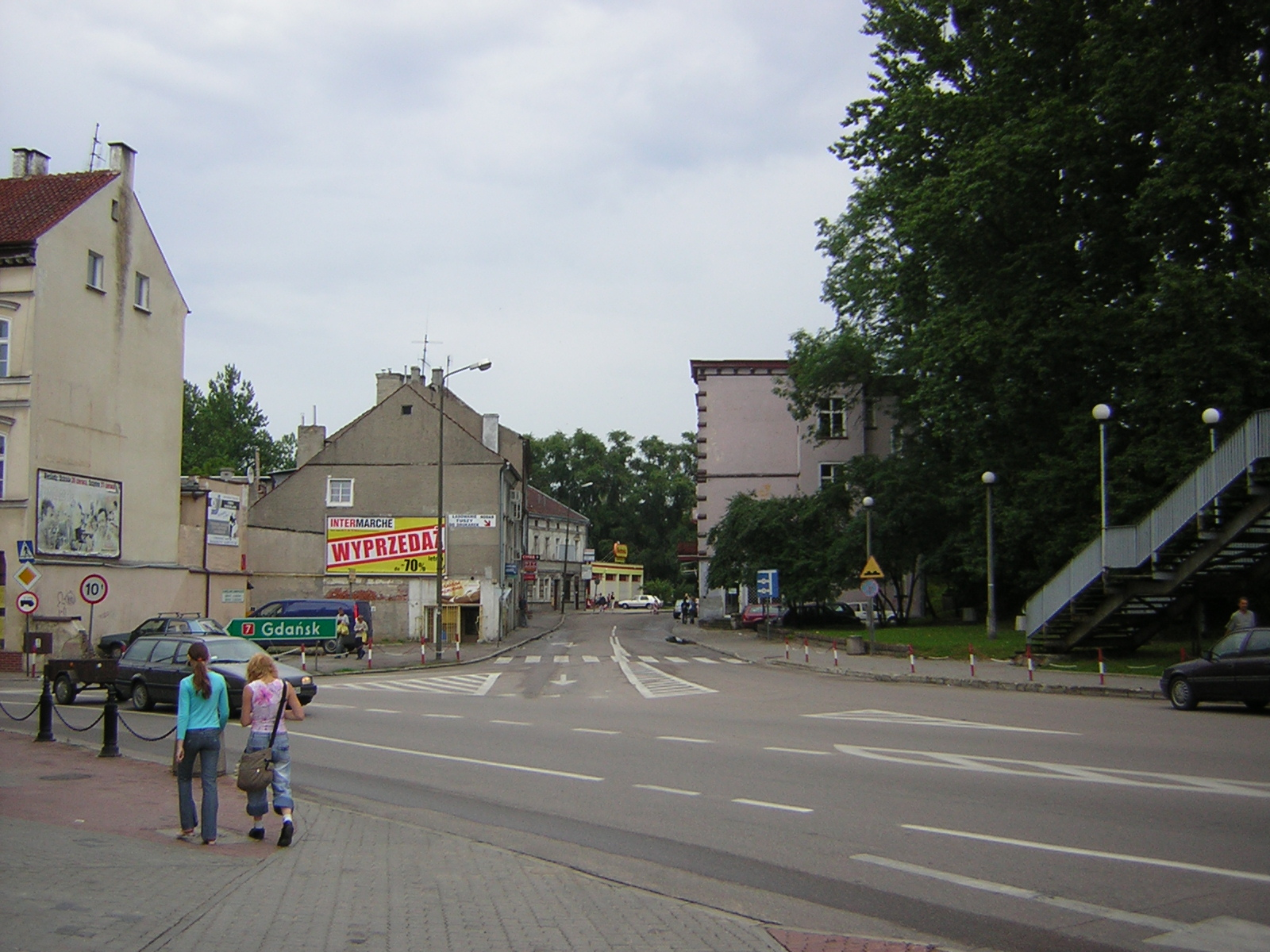
Оструда